# 2023년 북인도양 저기압
이 문서에서는 2023년 북인도양에서 발생한 열대저압부들의 활동에 대해 기록하고 있다.
| 이전 2022년 | 열대저압부 정보 2023년 | 다음 2024년 |

## 같이 보기
- 2023년 북인도양 사이클론